# Placyd Dziwiński
Placyd Zdzisław Dziwiński (ur. 5 października 1851 w Pieńkowcach, zm. 13 lipca 1936 we Lwowie) – polski matematyk.

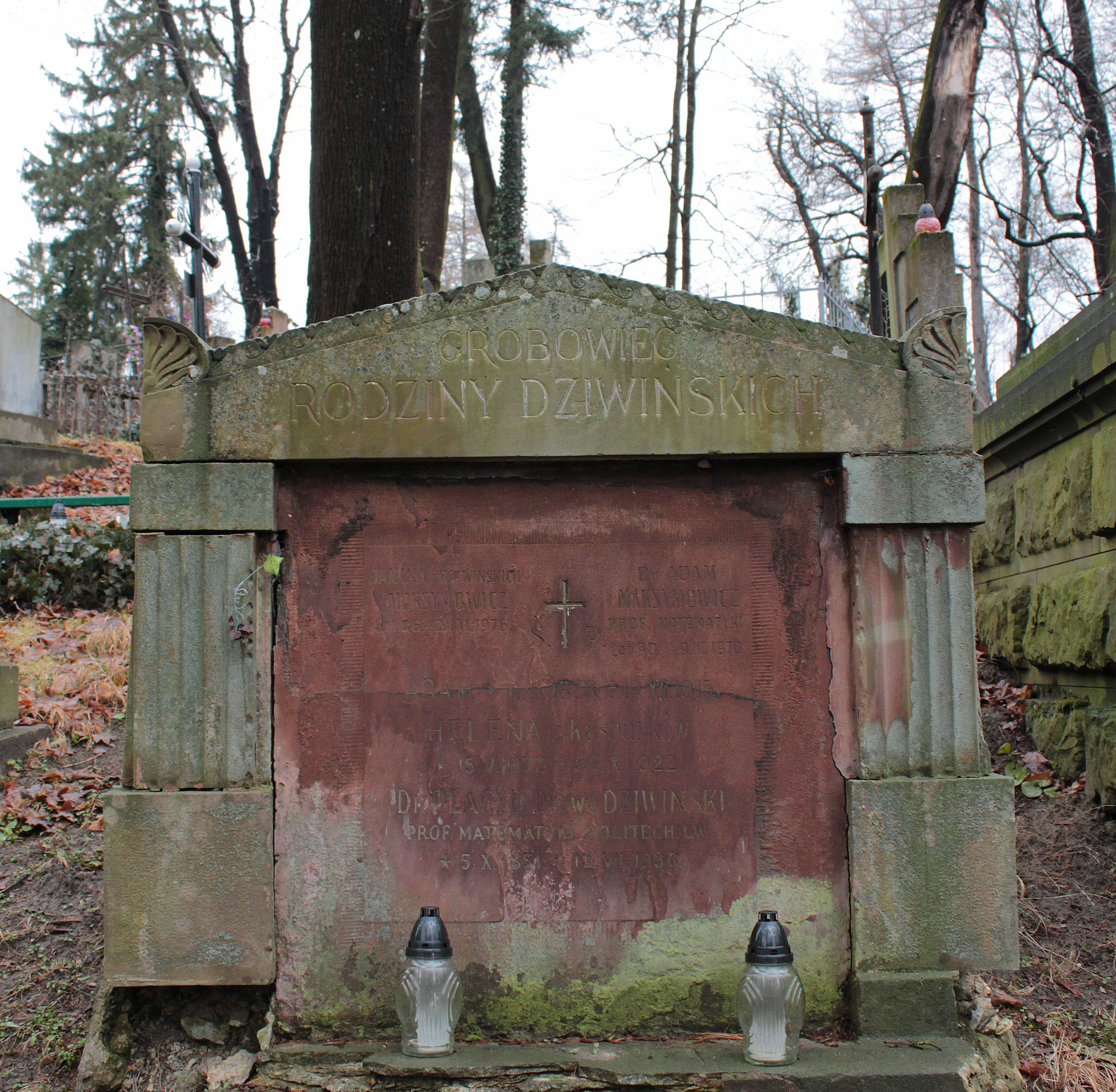
Grobowiec Placyda Dziwińskiego

## Życiorys
W 1869 został absolwentem C.K. I Gimnazjum w Tarnopolu. Uczeń Wawrzyńca Żmurki. W latach 1886–1925 profesor matematyki Politechniki Lwowskiej, w roku akademickim 1893/1894 rektor tej uczelni.
Od 1904 do 1906 był zastępcą przewodniczącego komisji urządzającej Polskie Muzeum Szkolne we Lwowie. W listopadzie 1910 otrzymał tytuł i charakter c. k. radcy dworu.
Pełnił mandat radnego miasta Lwowa. Należał do Polskiego Towarzystwa Politechnicznego we Lwowie i otrzymał tytuł jego członka honorowego.
Jako emerytowany profesor zwyczajny Politechniki Lwowskiej postanowieniem prezydenta RP z 17 lutego 1926 został mianowany profesorem honorowym tej uczelni.
Został pochowany na Cmentarzu Łyczakowskim we Lwowie.

## Ordery i odznaczenia
- Krzyż Komandorski Orderu Odrodzenia Polski (pośmiertnie, 11 listopada 1936)[8]